# Алкеста
Алкеста (Алкестис, Алкестија или Алкестида, грч. Ἄλκηστις) је у грчкој митологији била једна од Пелијада, кћерка Пелије, краља Јолка и Анаксибије или Филомахе.

## Митологија
Хомер ју је у „Илијади“ називао најчаснијом од свих Пелијада. Само она није учествовала у убиству свог оца. Њоме је успео да се ожени Адмет, уз Аполонову помоћ. У грчкој митологији, Алкеста је представљала симбол супружничке љубави, јер је толико волела свог супруга да је пристала да умре уместо њега. Међутим, из Подземља ју је или извео Херакле и то млађу и лепшу него што је била или Персефона, дирнута њеном пожртвованошћу. Каснији, али и древни критичари су покушали да објасне њен повратак у живот на рационалан начин. Према њиховим тврдњама, она је патила од тешке болести, али ју је излечио лекар који се звао Херакле. Она је са Адметом имала сина Еумела и кћерку Перимелу.

## Уметност
Мит о Алкести обрадио је Еурипид у својој истоименој драми написаној 438. п. н. е. Поједине сцене из тог мита су биле чест мотив у ликовној уметности, на пример, ликовне представе на помпеанским фрескама, рељефи на етрурским урнама и римским саркофазима. На тамбуру стуба Артемизиона у Ефесу је представљена са разним личностима које се појављују у миту, попут Херакла и Танатоса и то је највероватније био Скопасов рад. Постојале су и представе у римској провинцијској уметности, попут рељефа у гробници Виндонија на некрополи у Шемпетру. Коначно, била је и честа тема ранохришћанске иконографије.